# Haleʻiwa
Haleʻiwa ist ein Census-designated place (CDP) an der North Shore der Hawaii-Insel Oʻahu, 49 Kilometer von Honolulu entfernt.
Er ist das kommerzielle Zentrum der Nordküste, zählt 4040 Einwohner (Stand 2018) und verfügt über einen Freizeit- und Fischereihafen an der Mündung des Anahulu River, von dem aus auch Ausflugsboote zur Walbeobachtung ablegen.

## Geschichte
Die Geschichte des Ortes begann mit dem Bau der Eisenbahnstrecke von Honolulu, die am 1. Juni 1898 den Endpunkt im heutigen Haleʻiwa hatte. Sie wurde gebaut, um die umliegenden Zuckerplantagen der Waialua Sugar Company zu bedienen. Deren Direktor, Benjamin Dillingham, hatte einige Monate zuvor die Oahu Railway and Land Company gegründet. Allerdings fuhren die Züge in einer Richtung immer leer. Kurz darauf kam ihm die Idee, diese Strecke auch für den Tourismus zu nutzen. Er entschloss sich, vor dem Endbahnhof ein Hotel zu errichten. Es wurde bereits 1899 eröffnet und trug den Namen Hale Iwa (hawaiisch für „Haus der Fregattvögel“). Es war ein modernes 14-Zimmer-Hotel im Viktorianischen Stil. Jedes Zimmer hatte ein eigenes Telefon und elektrisches Licht. Es war das zweite Luxushotel, das in Hawaii gebaut wurde (das erste war das Hotel Sans Souci in Waikīkī von 1893). Es wurde hauptsächlich von wohlhabenden Einwohnern Honolulus besucht, um nach einer zweistündigen Zugfahrt den Großstadtstress der Inselmetropole hinter sich zu lassen. Um das Hotel herum siedelten sich auch immer mehr Einwanderer aus China, Japan und den Philippinen an, die auf den Zuckerrohrfeldern der Umgebung Arbeit fanden, und der Name des Hotels ging auf den neuen Ort über. Es folgten immer mehr Geschäfte, bis sich aus der Siedlung ein kleines Städtchen entwickelte. Das Hale Iwa Hotel konnte der Konkurrenz in Waikīkī nicht standhalten und musste 1943 schließen, 1952 wurde es abgerissen. Die Zuckerrohrplantagen von Waialua konnten sich bis 1996 halten.
Im Jahr 1984 wurde Haleʻiwa von der Honolulu City and County als State Historic, Cultural and Scenic District klassifiziert. Alle neuen Gebäude müssen den Architekturstil der Zuckerindustrie-Epoche widerspiegeln. Bereits 22 alte Gebäude stehen auf der Liste der „Historic Structures“, weitere sieben sind zur Aufnahme berechtigt.

## Demographie
Haleʻiwa zählt 4040 Einwohner (Stand 2018). Sie setzen sich zusammen aus 33,3 % Weißen, 31 % gemischtrassig, 26 % Asiaten sowie 7,6 % nativer Hawaiier und andere Polynesier. Das mittlere Jahreseinkommen beträgt bei Männern 50.547 US-Dollar, bei Frauen 43.006 US-Dollar.

## Sport
Das größte sportliche Ereignis ist das jährlich im November am Haleʻiwa Aliʻi Beach Park stattfindende „Hawaiian Pro“ Event des internationalen Triple-Crown-of-Surfing-Wettbewerbs. Die Wellen können hier im Winter bis zu 20 Fuß hoch werden. Als gefährlich gilt an diesem Strand die sogenannte „Toilet Bowl“ (Toilettenschüssel), ein Loch im Riff, das einen starken Strudel verursacht. Dieser Spot ist für Goofy-Foot-Surfer besonders schwierig. Der Surftourismus ist auch ein bedeutender Wirtschaftsfaktor für den Ort. Allein der Surfwettbewerb bringt den beiden Kommunen Haleʻiwa und Pupukea an der North Shore jährlich 21 Millionen US-Dollar ein.